# Margarita Sánchez Gutiérrez
Margarita Sánchez Gutiérrez (Màlaga, 26 de desembre de 1953), àlies La vídua negra de Barcelona, i La vídua negra de l'Hospitalet, va ser una assassina en sèrie que va rebre aquest nom pel mètode que utilitzava per assassinar, de la mateixa forma que la famosa aranya matava les seves víctimes mitjançant un verí, encara que amb la diferència que ella el posava en menjars i begudes que oferia a les seves víctimes. Va aconseguir assassinar quatre persones i unes altres tres van ser intoxicades però van aconseguir sobreviure. Totes elles eren persones properes a ella i s'hi trobaven familiars i veïns.

## Biografia
Quan es va traslladar a Catalunya va viure primer a l'Hospitalet de Llobregat, al carrer de la Riera Blanca, on era coneguda com "la guerxa" degut al seu estrabisme. Era un barri modest, d'obrers, on estava considerada com una dona conflictiva, encara que no tenia antecedents penals. Segons els veïns era propensa als insults i baralles de carrer, i tenia deutes en alguns comerços de la zona; es mostrava avara i sembla que no era analfabeta, segons el que ella mateixa va declarar a la Policia.
L'any 1991 Margarida es va traslladar amb el seu marit, Luis Navarro, i els seus fills Sonia i Javi al pis dels seus sogres, en part perquè els havien desnonat però també per tenir cura del pare del seu marit. Margarita i Carmen Nuez, la seva sogra, no tenien bona relació, pel que sembla aquesta última era una dona d'autoritat i gran caràcter. L'any 1992 va morir el seu sogre i Carmen Nuez és ingressada cinc vegades a l'Hospital Clínic on proclama que la seva nora l'està enverinant. No obstant això, les anàlisis que li realitzen donen un resultat negatiu. Un temps després va morir el seu marit, treballador del Metro de Barcelona, i es va caracteritzar per deixar deutes pendents a les botigues del barri i demanar préstecs als bancs que després no pagava.
El juny de 1996 fou detinguda juntament amb la seva filla Sonia (16 anys) acusada de matar quatre persones (el seu marit, dos veïns i un cunyat) entre 1992 i 1993 i d'emmetzinar tres persones més per tal de robar-les falsificant les signatures de les cartilles.

## Condemna
El gener de 1998 Margarita Sánchez Gutiérrez va ser condemnada a 34 anys de presó per tres delictes de lesions, sengles de robatori amb violència i un delicte de falsedat. La van absoldre dels assassinats al no detectar-se casos de mort per cianamida i perquè la intenció de Margarita era drogar als seus familiars i veïns per robar-los, no per matar-los segons va determinar la justícia. La seva filla Sonia fou internada en un centre de menors.
Actualment, 2016 viu a la ciutat de Terrassa al barri de la Maurina.